# Sopwith Pup
Sopwith Pup (Mladič) je bilo dvokrilno lovsko letalo iz prve svetovne vojne, ki ga je med letoma 1916 in 1918 izdelovalo britansko podjetje Sopwith pod izvirnim imenom Sopwith 80 HP Le Rhone Scout.
Obstajala je tudi še dvosedežna izpeljanka Dove (Grlica), ki pa je bila v uporabi šele po koncu 1. svetovne vojne.
Letalo je bilo izredno lahko in izjemno prijetno za pilotiranje. Bilo je tudi zelo gibčno in se je zaradi majhne teže in malih mer, velikih površin kril, kljub slabotnemu motorju, za tiste čase kar strmo vzpenjalo. Gibčnost je ohranilo vse do velikih višin.
Bilo je tudi prvo letalo v zgodovini letalstva, s katerim je angleški pilot RNAS Edwin Harris Dunning 2. avgusta 1917 v škotskem zalivu Scapa Flow na Orkneyskih otokih pristal na prav za ta namen predelani angleški vojaški ladji Furious in to med plovbo. Letalonosilke so bile tako rojene.
Sopwith Camel, Sopwith Snipe in Sopwith Dolphin so bili vsi nasledniki Pupa. Vsa ta letala je skonstruiral Herbert Smith.
Piloti, ki so ga pilotirali, so to letalo ohranili v najlepšem spominu.
Danes ga, še celo po stotih letih, izdelujejo za samogradnjo ("kit"). Za pogon se uporabljajo avstralski zvezdasti motorji Rotec.
Glede na težo bi danes izvirno letalo spadalo med ultralahka letala.

## Uporabniki
Avstralija
- Australian Flying Corps
  - No. 5 (Training) Squadron AFC v Združenem kraljestvu.
  - No. 6 (Training) Squadron AFC v Združenem kraljestvu.
  - No. 8 (Training) Squadron AFC v Združenem kraljestvu.
  - Central Flying School AFC v Point Cooku
- Royal Australian Air Force
  - No. 1 Flying Training School RAAF v Point Cooku

 Grčija
 Japonska
- Japonska cesarska armada

 Nizozemska
 Rusija
 Združeno kraljestvo
- Royal Flying Corps / Royal Air Force
  - No. 36 Squadron RAF
  - No. 46 Squadron RAF
  - No. 50 Squadron RAF
  - No. 54 Squadron RAF
  - No. 61 Squadron RAF
  - No. 64 Squadron RAF
  - No. 65 Squadron RAF
  - No. 66 Squadron RAF
  - No. 81 Squadron RAF
  - No. 87 Squadron RAF
  - No. 89 Squadron RAF
  - No. 92 Squadron RAF
  - No. 112 Squadron RAF
  - No. 141 Squadron RAF
  - No. 187 Squadron RAF
  - No. 188 Squadron RAF
  - No. 189 Squadron RAF
  - No. 203 Squadron RAF
- Royal Naval Air Service

 Združene države Amerike
- Vojna mornarica

## Izpeljanke
Sopwith Admiralty Type 9901
izvirno letalo britanske admiralitete.
Sopwith Pup
enosedežni lovec-izvidnik.
Sopwith Dove
dvosedežna dvosedežno civilno letalo; 10 izdelanih letal.
Alcock Scout
letalo, izdelano iz strmoglavljenih letal Sopwith Pup.